# كهف السنونو
كهف السنونو (بالإسبانية: Sótano de las Golondrinas)‏ هو كهف حفرة في الهواء الطلق في بلدية أكيسمون، ولاية سان لويس بوتوسي، المكسيك. يبلغ عرض الفم الإهليلجي للكهف، على منحدر كارست، 49 × 62 مترًا ويتم تقويضه حول كل محيطه، ويتسع إلى غرفة يبلغ عرضها حوالي 303 × 135 مترًا (994 × 442 قدمًا). تبلغ أرضية الكهف 333 مترًا (1092 قدمًا) هبوطًا حرًا من أدنى جانب للفتحة، مع هبوط يبلغ 370 مترًا (1214 قدمًا) من أعلى جانب، مما يجعله أكبر عمود كهف معروف في العالم، ثاني أعمق حفرة في المكسيك وربما 11 أعمق حفرة في العالم.